# Kabinett Tardieu III

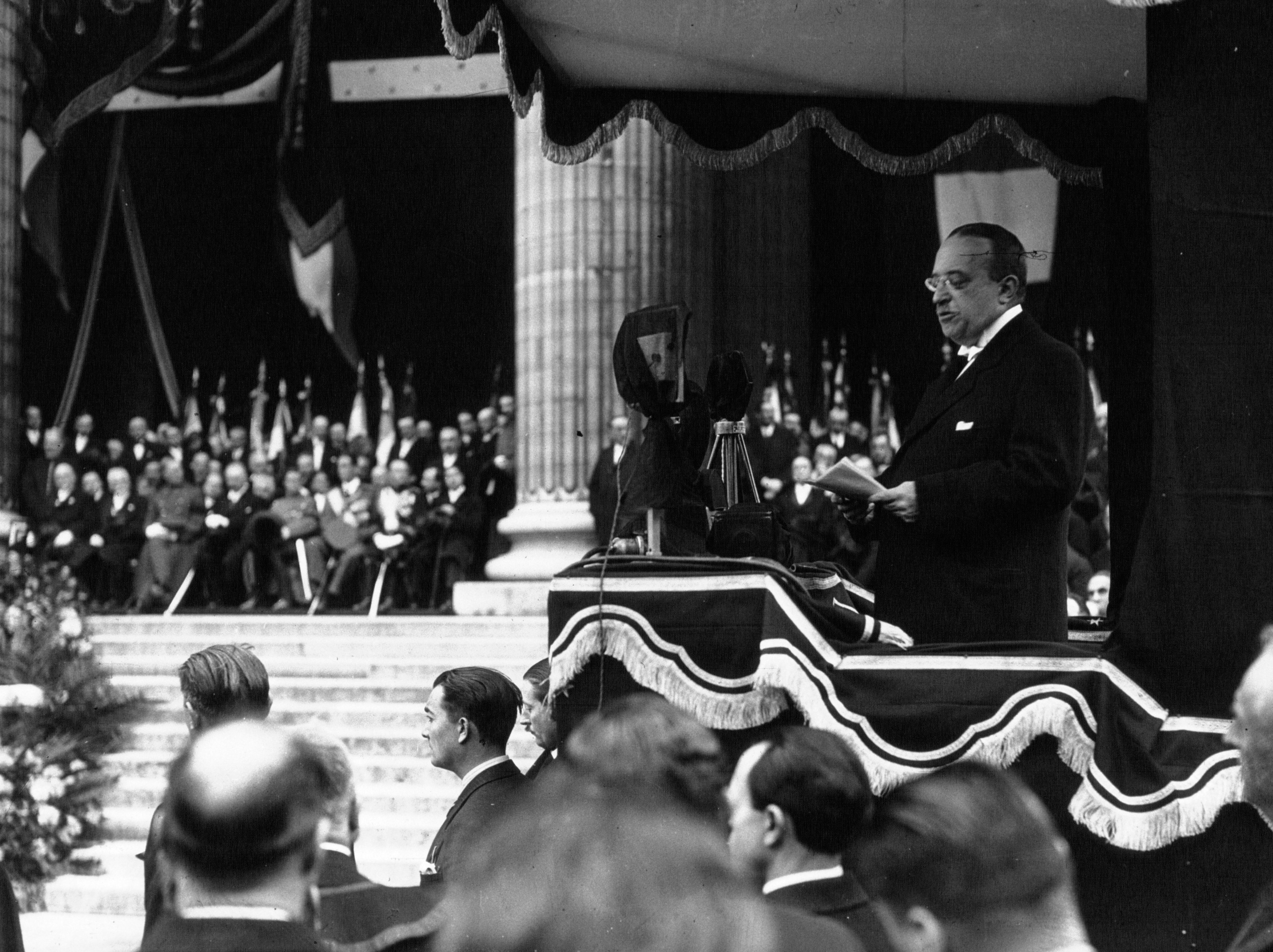
André Tardieu hält die Trauerrede für Präsident Paul Doumer (12. Mai 1932)

Das dritte Kabinett Tardieu war eine Regierung der Dritten Französischen Republik. Es wurde am 20. Februar 1932 von Premierminister (Président du Conseil) André Tardieu gebildet und löste das Kabinett Laval III ab. Es blieb bis zum 3. Juni 1932 im Amt und wurde vom Kabinett Herriot III abgelöst.
Dem Kabinett gehörten Vertreter folgender Parteien an: Alliance démocratique (AD), Fédération républicaine (FR), Radicaux indépendants (RI) und Parti Démocrate Populaire (PDP).

## Kabinett
Diese Minister bildeten das Kabinett:
- Premierminister: André Tardieu (AD)
- Stellvertretender Premierminister: Paul Reynaud (AD)
- Außenminister: André Tardieu
- Finanzminister: Pierre-Étienne Flandin (AD)
- Verteidigungsminister: François Piétri (AD)
- Justizminister: Paul Reynaud
- Minister für öffentlichen Unterricht und Kunst: Marius Roustan[1] (RI)
- Minister des Inneren: Albert Mahieu[2] (RI)
- Minister für Handel, Post, Telegraphie und Telefonie: Louis Rollin[3] (AD)
- Minister für öffentliche Arbeiten und Handelsmarine: Charles Guernier[4] (RI)
- Landwirtschaftsminister: Claude Chauveau[5] (AD)
- Minister für Arbeit und Sozialversicherung: Pierre Laval
- Minister für öffentliche Gesundheit: Camille Blaisot[6] (FR)
- Minister für Kolonien: Louis de Chappedelaine[7] (RI)
- Minister für Renten und befreite Gebiete: Auguste Champetier de Ribes (PDP)

### Unterstaatssekretäre
Dem Kabinett gehörten folgende Sous-secrétaires d’État an:
- Premierminister: Maurice Petsche[8] (AD)
- Außenministerium: [9] (RI)
- Innenministerium: Maurice Foulon[10]
- Finanzministerium: Pierre Perreau-Pradier[11] (AD)
- Ministerium für Unterricht und Kunst, hier Sportunterricht: Émile Morinaud[12] (RI)
- Verteidigungsministerium: Étienne Riché[13] (RI)
  - ab 10. Mai 1932: Achille-Armand Fould[14] (FR)
- Ministerium für öffentliche Arbeiten und Handelsmarine: Gaston Gérard[15] (AD) und Charles Péchin[16] (FR)

## Historische Einordnung
Am 6. Mai 1932 wurde Staatspräsident Paul Doumer während des laufenden Wahlkampfs zur Abgeordnetenkammer bei einem Attentat ermordet. Bei den Wahlen setzte sich die Opposition, das Cartel des gauches, mit 335 von 607 Sitzen durch. Bei der Wahl zum Präsidenten war Albert Lebrun im ersten Wahlgang erfolgreich.
Das Landry-Gesetz vom 11. März vereinheitlichte das Kindergeld in Frankreich.